# How to Be a Heartbreaker
A How to Be a Heartbreaker Marina and the Diamonds walesi énekesnő dala második, Electra Heart című albumáról. A szám egy héttel azután íródott, hogy a lemez megjelent az Egyesült Királyságban, így azon nem kapott helyet, viszont az amerikai változat dallistájára már felkerült. Az Egyesült Királyságban negyedik, nemzetközileg második kislemezként jelent meg. Marina a Digital Spy-nak elárulta, a How to Be a Heartbreaker 2012. október 15-én jelenik meg a szigetországban, ami később hamisnak bizonyult. Novemberben már december 16-ot erősítette meg a kiadás napjaként. November 22-én Twitter-en jelentette be, hogy a kislemez 2013 tavaszáig nem jelenik meg amerikai turnéja miatt.

## Videóklip
2012. szeptember 19-én Marina Twitteren bejelentette, a dalhoz tartozó videóklip premierje 2012. szeptember 24-én lesz. Aznap viszont problémák adódtak a kisfilmmel kapcsolatban, melyeket az énekesnő szintén a közösségi oldalon tárt fel: „Hát, valaki a kiadóban nem engedi, hogy kiadjam a videót, mivel nyilván csúnya vagyok + több pénzre / időre van szükségünk, hogy módosítsuk a [csúnya] részeket.” Később hozzátette: „A videó a hét végén jelenik meg. Ha mégsem, boldogan szivárogtatom ki a 'ronda' változatot a rajongóimnak.” Szeptember 28-án került fel a klip az énekesnő YouTube csatornájára.
A kisfilmben Marinát olyan modellek veszik körül egy zuhanyzóban, mint Mikkel Jensen és Rudi Dollmayer. Egyes jelenetekben egyedül sétál egy tengerparton, míg a videó további részeiben 4 különböző helyszínen jelenik meg több férfival. 2012. augusztus 29-én forgatták a kisfilmet, Marc és Ish rendezésében.

## Élő előadások
Marina a dalt először 2012. június 19-én adta elő a The Lonely Hearts Club Tour birminghami állomásán. Azóta legtöbb turnés megjelenésén elhangzott a szám, így a Mylo Xyloto Tour-on is, ahol nyitóelőadóként vett részt. Első amerikai televíziós megjelenésén, a Jimmy Kimmel Live!-on is elénekelte a dalt, a Primadonnával együtt. Az előbbi előadás csak az internetre került fel. Európában és Kanadában több rádiónál vendégeskedett, ahol akusztikusan énekelte el a számot, valamint a "YouTube Presents" (YouTube bemutatja) közvetítés részeként négy Electra Heart-dalt adott elő 2012. augusztus 15-én.

## Számlista és formátumok
Digitális EP
1. How to Be a Heartbreaker
2. How to Be a Heartbreaker (Kat Krazy Remix)
3. How to Be a Heartbreaker (Almighty Remix)
4. How to Be a Heartbreaker (Kitty Pryde Remix)
5. How to Be a Heartbreaker (Baunz Remix)

## Slágerlistás helyezések
| Kislemezlista (2012)       | Legjobb helyezés |
| -------------------------- | ---------------- |
| Dánia (Tracklisten)        | 23               |
| Írország (IRMA)            | 21               |
| Románia (Romanian Top 100) | 45               |

## Megjelenések
| Ország             | Dátum             | Kiadó                         | Formátum           |
| ------------------ | ----------------- | ----------------------------- | ------------------ |
| Írország           | 2012. december 7. | 679 Artists, Atlantic Records | Digitális letöltés |
| Egyesült Királyság | 2013. március 24. | 679 Recordings                | Digitális letöltés |

## Fordítás
Ez a szócikk részben vagy egészben  a   How to Be a Heartbreaker című angol Wikipédia-szócikk fordításán alapul.  Az eredeti cikk szerkesztőit annak laptörténete sorolja fel. Ez a jelzés csupán a megfogalmazás eredetét és a szerzői jogokat jelzi, nem szolgál a cikkben szereplő információk forrásmegjelöléseként.